# Carludovica palmata

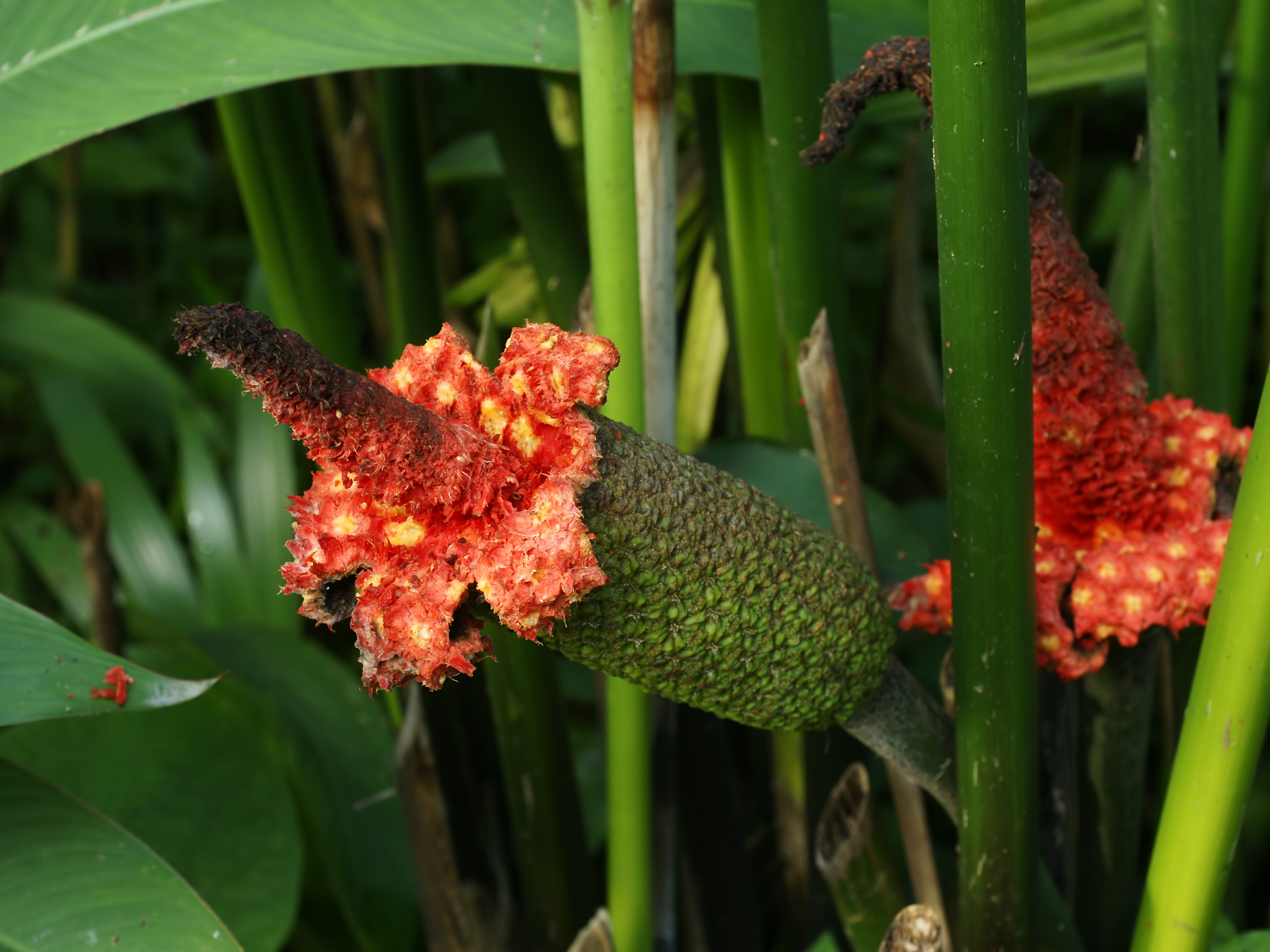
frutos.

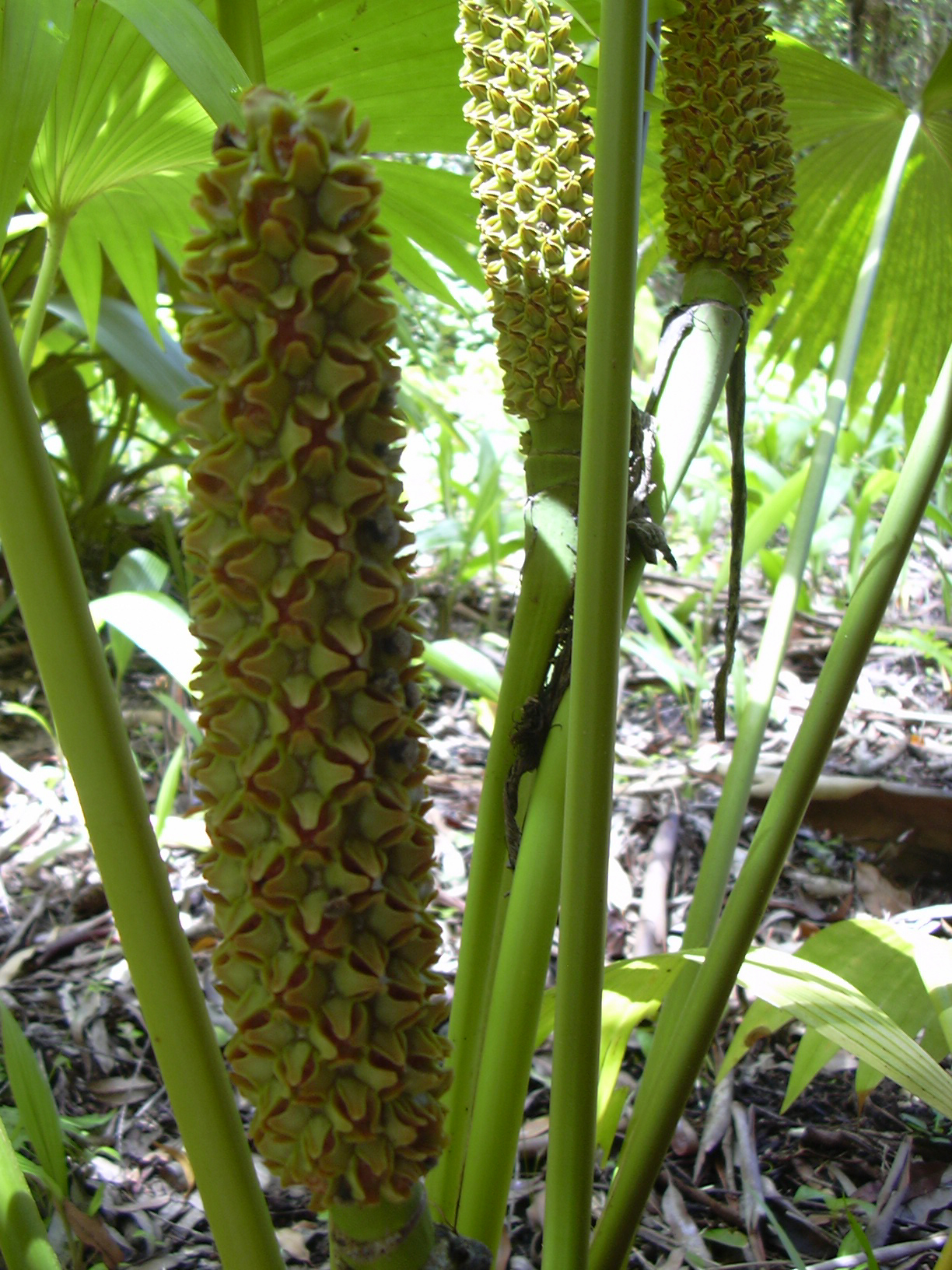
Inflorescencia

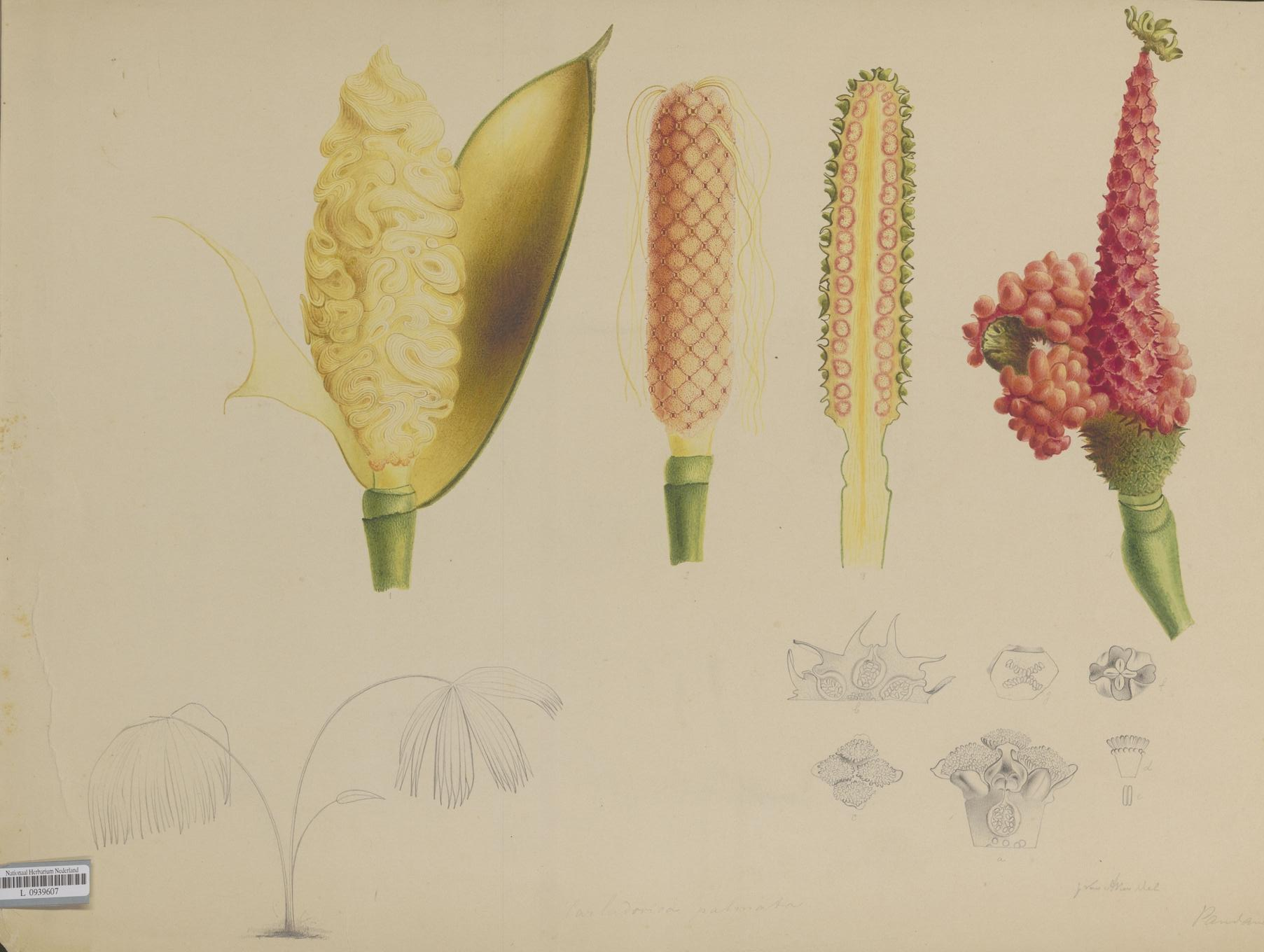
Carludovica palmata por J. van Aken, 1860-1870

Carludovica palmata, conocida en varios países como jipijapa, puerto rico, toquilla, iraca o palma de bellota, es una especie perteneciente a la familia de las ciclantáceas. 

## Descripción
No es una verdadera palma pero está relacionada con estas por pertenecer al mismo orden de las espatifloras. En realidad es una planta herbácea de 1,5 a 2,5 m de altura, sin un tallo visible. Posee hojas simples, agrupadas y que conforman una roseta, con láminas de hasta 65 cm de largo, en forma de abanico, plegadas y con los bordes aserrados. Sus hojas se diferencian de las hojas de las verdaderas palmas en que no cuentan con una estructura en forma de lámina aguda que se encuentra en la unión del pedúnculo y los foliolos. 
Sus flores femeninas, que maduran primero tienen largos estigmas caedizos con muchas flores diminutas de color blanco-crema y las flores masculinas tienen abundante polen que madura posteriormente. Se multiplica vegetativamente porque no produce semillas viables, también se diferencia de las palmas en que no desarrolla tronco leñoso. Su fruto de hasta 15 cm de largo es carnoso, de color verde y en su interior presenta coloración
anaranjada.

### Cultivo y usos
Cultivada desde Centroamérica hasta Bolivia especialmente en Ecuador y Panamá, se aprovechan las fibras suaves, flexibles y duraderas, con que se tejen sombreros y otros artículos.

## Taxonomía
Carludovica palmata fue descrito por Ruiz & Pav. y publicado en Systema Vegetabilium Florae Peruvianae et Chilensis 291–292. 1798.
Etimología
Carludovica: nombre genérico otorgado en honor de Carlos IV de España y su esposa María Luisa de Parma.
palmata: epíteto latíno que significa "como una palma".
Sinonimia
- Carludovica gigantea Kuntze
- Carludovica incisa H.Wendl.
- Carludovica jamaicensis Lodd. ex Fawcett & Harris
- Ludovia palmata (Ruiz & Pav.) Pers.
- Salmia jamaicensis Steud.
- Salmia palmata (Ruiz & Pav.) Willd.
- Carludovica humilis (Wawra & Bermann) Kuntze
- Carludovica serrata Wawra & Bermann[6]